# Oldenlandia stocksii
Oldenlandia stocksii är en måreväxtart som beskrevs av Joseph Dalton Hooker. Oldenlandia stocksii ingår i släktet Oldenlandia och familjen måreväxter. Inga underarter finns listade i Catalogue of Life.